# Allein unter Bauern
Allein unter Bauern ist eine deutsche Comedyserie, die im Auftrag von Sat.1 von Phoenix Film produziert wurde. Am 4. Mai 2007 gab Sat.1 bekannt, dass auf Grund zunehmend schlechter Quoten keine weitere Staffel produziert werde. Die Serie wurde bereits nach zehn Folgen abgesetzt.

## Inhalt
Johannes Waller soll Außenminister Deutschlands werden. Durch eine Affäre mit der Frau des Österreichischen Botschafters gerät dies jedoch in Gefahr, woraufhin er versucht die Kanzlerin zu erreichen, um diese Affäre aus der Welt zu schaffen.
Auf dem Weg zu ihr verursacht er jedoch in dem kleinen brandenburgischen Dorf Kudrow einen Unfall und wird von der Ärztin Barbara Heinen behandelt, die ihm eine Beruhigungsspritze gibt. Als der Politiker am nächsten Tag aufwacht, ist die Kanzlerin nicht mehr erreichbar und der Posten des Außenministers bereits anderweitig vergeben.
Da er sich von seinen Parteifreunden verraten fühlt und auch seine politische Karriere beendet ist, nimmt er den Posten des Bürgermeisters des kleinen brandenburgischen Dorfes Kudrow an. In den weiteren Folgen wird dargestellt, wie sich der ehemals erfolgreiche Politiker im Umfeld der bodenständigen Einwohner des Dorfes bewegt. Der Kernpunkt der Serie bezieht sich darauf, dass Waller immer etwas Spektakuläres im Dorf einführen will, aber es immer durch irgendwas verhindert wird. Sei es zum Beispiel die Tatsache, dass er aus Kudrow einen Wallfahrtsort machen will oder ein neues Kraftwerk in Kudrow bauen lassen will, es geht immer etwas schief.
Letztendlich wird ihm das Amt des brandenburgischen Ministerpräsidenten angeboten. Um den Wahlkampf gegen seinen Konkurrenten Müller, dem noch amtierenden brandenburgischen Innenminister zu gewinnen, will er mit einer inszenierten PR-Aktion – mit Hilfe zweier Reporter – auf sich aufmerksam machen. Gleichzeitig kursiert in Kudrow eine Magen-Darm-Erkrankung, die von den Reportern, die Waller bei einer Diskussion verärgerte, als Epidemie hochgespielt wird. Ministerpräsident Müller nutzt dies aus und setzt ganz Kudrow unter Quarantäne. Damit kann Waller von der Kanzlerin nicht als Überraschungsgast nominiert werden und verliert dadurch die Wahl – er bleibt Bürgermeister in Kudrow.

## Episoden und Quoten
| Episode | Titel                        | Erstausstrahlung | Zuschauer | Zuschauer       | Marktanteil | Marktanteil     |
| Episode | Titel                        | Erstausstrahlung | Gesamt    | 14 bis 49 Jahre | Gesamt      | 14 bis 49 Jahre |
| ------- | ---------------------------- | ---------------- | --------- | --------------- | ----------- | --------------- |
| 01      | Willkommen in Kudrow         | 28. Februar 2007 | 4,35 Mio. | 1,85 Mio.       | 13,1 %      | 14,1 %          |
| 02      | Sparen tut weh               | 28. Februar 2007 | 4,27 Mio. | 1,87 Mio.       | 13,8 %      | 14,5 %          |
| 03      | Marienerscheinung            | 14. März 2007    | 2,33 Mio. | 0,97 Mio.       | 7,2 %       | 7,5 %           |
| 04      | Die Hexen von Kudrow         | 21. März 2007    | 2,20 Mio. | 1,15 Mio.       | 6,7 %       | 8,9 %           |
| 05      | Die Koreaner kommen          | 28. März 2007    | 1,59 Mio. | 0,71 Mio.       | 4,9 %       | 5,7 %           |
| 06      | Der Papagei von Acapulco     | 4. April 2007    | 1,64 Mio. | 0,52 Mio.       | 5,5 %       | 5,8 %           |
| 07      | Legal, illegal, ganz egal    | 11. April 2007   | 1,99 Mio. | 1,04 Mio.       | 6,6 %       | 8,3 %           |
| 08      | Der alte Mann und das Gewehr | 18. April 2007   | 1,87 Mio. | 0,82 Mio.       | 6,1 %       | 6,4 %           |
| 09      | Kinderkrankheiten            | 25. April 2007   | 1,62 Mio. | 0,74 Mio.       | 5,8 %       | 6,5 %           |
| 10      | Mein Gott, Waller            | 2. Mai 2007      | 2,02 Mio. | 0,96 Mio.       | 7,0 %       | 7,8 %           |

Die zehn Folgen lagen im Durchschnitt deutlich unter dem Senderschnitt von 12 Prozent.

## Hintergrund
Die Dreharbeiten der zehn Folgen fanden von Mitte März 2006 bis Dezember 2006 statt und wurden ab dem 28. Februar 2007 mittwochs um 20:15 Uhr auf Sat.1 ausgestrahlt. Ab April 2007 wurden die Folgen aufgrund schlechter Akzeptanz der Zuschauer auf 21:15 Uhr verlegt und wechselte somit den Sendeplatz mit GSG 9.
Der Comedycharakter der Serie ergibt sich aus dem Widerspruch der Selbstinszenierung des großen Politikers im Verhältnis zur Lösung der Alltagsprobleme der Gemeinde.
Die Drehorte der Serie sind Berlin und Brandenburg. Die Szenen des fiktiven Ortes Kudrow wurden größtenteils in Gröben bei Ludwigsfelde gedreht.